# Jaroslawskoje (Kaliningrad)
Jaroslawskoje (russisch Ярославское, deutsch Schönwalde) ist ein Ort in der russischen Oblast Kaliningrad. Er liegt im Rajon Gurjewsk und gehört zur kommunalen Selbstverwaltungseinheit Stadtkreis Gurjewsk.

## Geographische Lage
Das Dorf liegt in der historischen Region Ostpreußen, etwa 15 Kilometer nordöstlich der Stadt Kaliningrad (Königsberg) und sieben Kilometer östlich des Dorfs  Gurjewsk (Neuhausen).

## Geschichte

Schönwalde, nordöstlich der Stadt Königsberg, auf einer Landkarte von 1910

Das einstige Schönwalde wurde am 30. April 1874 namensgebender Ort und Verwaltungssitz des neu errichteten Amtsbezirks Schönwalde. Er gehörte bis 1939 zum Landkreis Königsberg (Preußen), von 1939 bis 1945 zum Landkreis Samland, im Regierungsbezirk Königsberg der preußischen Provinz Ostpreußen. Im Jahre 1910 lebten in Schönwalde und dem Ortsteil Schönwaldshof (heute nicht mehr existent) 398 Menschen.
Am 30. September 1928 vergrößerte sich die Landgemeinde Schönwalde um den Gutsbezirk Kondehnen (heute russisch: Aistowo), der eingemeindet wurde. Die Einwohnerzahl stieg bis 1933 auf 518 und betrug 1939 bereits 557.
Nach der Besetzung durch die Rote Armee gegen Ende des Zweiten Weltkrieges im Januar 1945 wurde die nördliche Hälfte  Ostpreußens und mit ihr Schönwalde von der Sowjetunion besatzungsrechtlich in eigene Verwaltung genommen. Das Dorf erhielt im Jahr 1947 nach der Herkunft der Neusiedler aus der Oblast Jaroslawl die russische Bezeichnung Jaroslawskoje. Gleichzeitig wurde der Ort Sitz eines Dorfsowjets im Rajon Gurjewsk. Nach dessen Auflösung im Jahr 1954 gelangte der Ort in den Dorfsowjet Kosmodemjanski selski Sowet. Von 2008 bis 2013 gehörte Jaroslawskoje zur Landgemeinde Dobrinskoje selskoje posselenije und seither zum Stadtkreis Gurjewsk.

### Amtsbezirk Schönwalde (1874–1945)
Der Amtsbezirk Schönwalde bestand ursprünglich aus fünf kommunalen Einheiten, am Ende waren es lediglich noch zwei:
| Name           | Russischer Name                    | Bemerkungen                                               |
| -------------- | ---------------------------------- | --------------------------------------------------------- |
| Landgemeinden: |                                    |                                                           |
| Konradswalde   | Konstantinowka                     |                                                           |
| Schönwalde     | Jaroslawskoje                      |                                                           |
| Waldhöfen      | Konstantinowka, bis 1993: Uljanowo | 1892/1900 nach Konradswalde eingemeindet                  |
| Gutsbezirke:   |                                    |                                                           |
| Kondehnen      | Aistowo                            | 1928 nach Schönwalde eingemeindet                         |
| Rachsittenthal | Sacharowo                          | 1892 nach Rachsitten im Amtsbezirk Bulitten eingegliedert |

Am 1. Januar 1945 gehörten nur noch Konradswalde und Schönwalde zum Amtsbezirk Schönwalde.

### Jaroslawski selski Sowet 1947–1954
Der Dorfsowjet Jaroslawski selski Sowet (ru. Ярославский сельский Совет) wurde im Juni 1947 eingerichtet. Im Jahr 1954 wurde der Dorfsowjet an den Kosmodemjanski selski Sowet angeschlossen.
| Ortsname                     | Name bis 1947/50      | Jahr der Umbenennung |
| ---------------------------- | --------------------- | -------------------- |
| Aistowo (Аистово)            | Kondehnen             | 1947                 |
| Dobroje (Доброе)             | Legden                | 1947                 |
| Jaroslawskoje (Ярославское)  | Schönwalde            | 1947                 |
| Jastrebki (Ястребки)         | Mantau                | 1950                 |
| Kurgany (Курганы)            | Wachsnicken           | 1950                 |
| Ljubimowka (Любимовка)       | Ziegelei Siebeneichen | 1950                 |
| Lomonossowo (Ломоносово)     | Prawten               | 1950                 |
| Malinniki (Малинники)        | Spitzings             | 1950                 |
| Matwejewo (Матвеево)         | Hermannshof           | 1950                 |
| Mendelejewo (Менделеево)     | Poggenpfuhl           | 1947                 |
| Orechowka (Ореховка)         | Poduhren              | 1947                 |
| Perwomaiskoje (Первомайское) | Kuggen                | 1950                 |
| Poddubnoje (Поддубное)       | Fürstenwalde          | 1947                 |
| Podolskoje (Подольское)      | Praßnicken            | 1950                 |
| Prudy (Пруды)                | Kadgiehnen            | 1950                 |
| Sacharowo (Захарово)         | Rachsittenthal        | 1950                 |
| Sasanowka (Сазоновка)        | Sonnigkeim            | 1947                 |
| Snamenka (Знаменка)          | Bruch                 | 1950                 |
| Tscheremchowo (Черемхово)    | Dossitten             | 1947                 |

## Verkehr
Über das Straßennetz ist der Ort zu erreichen über eine Nebenstraße, die von Konstantinowka (Konradswalde) an der russischen Fernstraße A 190 (ehemalige deutsche Reichsstraße 126) über Orechowka (Poduhren) nach Nisowje (Waldau) an der Fernstraße A 229 (frühere deutsche Reichsstraße 1) führt. Innerorts enden zwei Nebenstraßen aus Aistowo (Kondehnen) im Westen bzw. Antonowka (Brasdorf) und Mendelejewo im Osten.
Die nächste Bahnstation ist der O.p. (Ostanowotschny punkt – „Haltepunkt“) Bajewka (Kuikeim, bis 1945 Kuggen) an der Bahnstrecke Kaliningrad–Sowetsk (Königsberg–Tilsit).

## Kirche

### Kirchengebäude
Die Schönwalder Kirche steht an leicht erhöhter Stelle mitten im Ort und gehört zu den schlichten Sakralbauten im Samland. Das Langhaus wurde chorlos erbaut, der Turm wirkt gedrungen. Baumaterial waren Feld- und Backsteine. Im Jahre 1864 fand eine grundlegende Renovierung des Gotteshauses statt. Von der Kirche sind heute lediglich Ruinenreste erhalten: so der Turm mit geschlossenem Dach sowie niedrige Reste von den Außenmauern des Kirchenschiffs. Eine Nutzung ist nicht möglich.

### Kirchengemeinde
Die Gründung einer Kirchengemeinde in Schönwalde reicht bis in vorreformatorische Zeit zurück. Die Reformation hielt hier schon früh Einzug. Damals der Inspektion des Königsberger Oberhofpredigers zugeordnet, war Schönwalde bis 1945 eine Pfarrei im Kirchenkreis Königsberg-Land II (nördlich des Pregel) innerhalb der Kirchenprovinz Ostpreußen der Kirche der Altpreußischen Union. Heute liegt Jaroslawskoje im Einzugsbereich der evangelisch-lutherischen Auferstehungskirche in Kaliningrad (Königsberg) innerhalb der Propstei Kaliningrad der Evangelisch-lutherischen Kirche Europäisches Russland (ELKER).

### Kirchspielorte (bis 1945)
Das Kirchspiel Schönwalde umfasste einen Bezirk mit 16 Orten:
| Name         | Russischer Name |                                    | Name             | Russischer Name |
| ------------ | --------------- | ---------------------------------- | ---------------- | --------------- |
| Blöstau      | Wischnjowka     | Langendorf                         | Morgunowo        |                 |
| Brasdorf     | Antonowka       | Lucienhof                          |                  |                 |
| Bruch        | Snamenka        | Molsehnen                          | Kosmodemjanskoje |                 |
| Hüllesheim   |                 | Poggenpfuhl                        | Mendelejewo      |                 |
| Kondehnen    | Aistowo         | Schönwalde                         | Jaroslawskoje    |                 |
| Konradswalde | Konstantinowka  | Schönwaldshof                      |                  |                 |
| Kuggen       | Perwomaiskoje   | Schugsten (Hundeskrug, Eichenkrug) |                  |                 |
| Kuikeim      | Bajewka         | Zur guten Hoffnung                 |                  |                 |

### Pfarrer (bis 1945)
Von der Reformation bis 1945 amtierten in Schönwalde als evangelische Geistliche:
| - Martin Woymann, 1525 - Johann Fuchs, 1543 - Adamus Borussus, 1556 - Constantin Romitius, 1568 - Johann Ascensus, 1572–1574 - Gebhard Hanius, 1575–1577 - Martin Sommerfeldt, ab 1577 - Matthäus Kuntzmann, 1586/1606 - Christoph Deutschbein, 1609–1616 - Nicolaus Germanus, 1616–1653 - Wilhelm Höpner, 1653–1685 - Laurentius Fischer, 1685–1726 - Melchior Rosener, 1726–1728 | - Christoph Friedrich Treptau, 1728–1746 - Peter Goldbeck, 1746–1770 - Valentin Ernst Milo, 1770–1800 - Christoph Samuel Domsien, ab 1800 - Carl Ferdinand Siegfried Reyländer, 1829–1834 - Johann Christoph Schurich, 1845–1873 - Rudolf Otto Theodor Hass, 1873–1886 - Josef Felix Lentz, 1890–1899 - Julius Paul Küßner, 1899–1908 - Johannes Gerß, 1908–1933 - Hans Grämer, 1933–1942 - Georg Mudrack, 1942–1945 |

### Kirchenbücher
Ein Teil der Kirchenbücher für das Kirchspiel Schönwalde haben den Krieg überstanden und werden im Evangelischen Zentralarchiv in Berlin-Kreuzberg aufbewahrt:
- Taufen: Jahrgänge 1838 bis 1944 (mit Namensverzeichnissen)
- Bestattungen: Jahrgänge 1844 bis 1944 (ab 1879 bis Namensverzeichnis)
- Abendmahlsteilnehmer: Jahrgänge 1933 bis 1944

Außerdem liegen gesonderte Namensverzeichnisse vor für:
- Taufen: Jahrgänge 1800 bis 1939
- Trauungen: Jahrgänge 1801 bis 1845 sowie 1837 bis 1944
- Bestattungen: Jahrgänge 1900 bis 1933

Schließlich gibt es noch die Kirchhofsbücher für den Alten Friedhof (Jahrgänge 1888 bis 1918) und den Neuen Friedhof (1882 bis 1900) sowie ein Buch mit Bemerkungen zum Alten und Neuen Friedhof (durcheinandergebunden).